# اچ‌ام‌اس اوشن (۱۷۶۱)
اچ‌ام‌اس اوشن (۱۷۶۱) (به انگلیسی: HMS Ocean (1761)) یک کشتی بود که طول آن ۱۷۶ فوت (۵۴ متر) بود. این کشتی در سال ۱۷۶۱ ساخته شد.